# L'albero del vicino
L'albero del vicino (Undir trénu) è un film del 2017 scritto e diretto da Hafsteinn Gunnar Sigurðsson.
È stato tra i film islandesi proposti per l'Oscar al miglior film straniero nel 2018, senza tuttavia venire candidato.

## Trama
Konrad e Eybjorg si lamentano con i loro vicini di casa Inga e Baldvin, perché il loro albero fa una grande ombra sulla loro veranda. Questo reclamo dà inizio a una faida che degenera in modo esponenziale. Nel mentre Atli, figlio di Inga e Baldvin, sta attraversando una crisi con la moglie Agnes e torna a vivere dai genitori.

## Distribuzione
L'albero del vicino è stato presentato in anteprima nella sezione Orizzonti della 74ª Mostra internazionale d'arte cinematografica di Venezia il 31 agosto 2017. In seguito è stato proiettato in vari altri festival cinematografici, tra cui il Toronto International Film Festival, il 20 settembre.
Il film è stato proiettato nelle sale islandesi a partire dal 6 settembre 2017, mentre in Italia è uscito il 28 giugno 2018.